# Centre védantique Ramakrishna
Le Centre Védantique Ramakrishna de Gretz-Armainvilliers en région parisienne fut créé en 1948 afin de faire connaître en France le Vedānta, la philosophie traditionnelle et spirituelle de l’Inde, entre autres choses. 
Affilié à la Mission Ramakrishna dont le siège se trouve à Belur Math (Bengale, Inde), il est l'un des plus de 200 centres védantiques qui existent dans le monde.

## Historique
En 1936, année du centenaire de la naissance de Ramakrishna, le Musée Guimet organisa une célébration en collaboration avec le Professeur Paul Masson-Oursel, titulaire de la chaire de philosophie indienne. La même année, le 30 mars, l’université de la Sorbonne rendit hommage à Swami Vivekananda, disciple de Ramakrishna et fondateur de la Mission Ramakrishna. Étaient présents, entre autres, Jean Herbert, Joséphine MacLeod et Swami Yatiswarananda. Lors de cet évènement, un appel fut lancé pour établir un lieu permanent afin de faire connaitre le Vedānta en France.
C’est ainsi que les « Amis de la pensée indienne » », le Professeur Masson-Oursel, Jean Herbert et quelques autres, écrivirent à la maison-mère de la Mission Ramakrishna de Belur Math pour demander que soit envoyé en France un représentant qualifié pour enseigner la philosophie du Vedānta.
Parmi les sympathisants de l’époque se trouvait aussi Romain Rolland qui avait auparavant publié La vie de Ramakrishna (1929) et La vie de Vivekananda (1930).
À la suite de cette demande, Swami Siddheswarananda arriva à Marseille, le 30 juillet 1937.  Pour sa nomination par l’ordre, Miss Joséphine MacLeod, disciple directe de Swami Vivekananda et qui vivait alors à Belur Math, avait déclaré : « Ce sera lui et aucun autre ! ». Les frais du voyage furent assurés par Miss J. MacLeod et le Mahârâjâ de Mysore.
Sollicité pour venir à Paris, deux semaines plus tard, il accepta l’hospitalité de Mr et Mme Marcel Sauton dans leur appartement du 2 rue Auguste-Maquet dans le XVIe. Il y donna de nombreuses conférences, ainsi qu’à l’Université de la Sorbonne. En raison de l’affluence grandissante, à partir du 7 décembre 1938, Mr et Mme Sauton déménagèrent au 51 rue Alphand à Saint-Mandé.  
Après la victoire militaire des Allemands, Swami Siddheswarananda passible d’internement par les nazis en tant que sujet britannique, rejoint la zone libre et donna des conférences dans les universités de Toulouseet de Montpellier.
C’est grâce au legs d'une disciple d’Amérique Centrale qui demanda expressément à rester anonyme que la propriété de Gretz, alors appelée Château de Vignolles, fut achetée le 9 juin 1948. Les activités qui avaient lieu chez Mr et Mme Sauton y furent transférées et le Swami consacra le lieu.
En mars 1957, à la demande de Swami Siddheswarananda, Mme Marie-Anne Sauton prit la direction du Centre durant quatre années. Il est à noter que ce fut l’une des premières femmes occidentales reconnue comme guide spirituel, et son travail pour la transmission du Vedanta fut considérable.
Par la suite, durant les 25 années de la présence de Swami Ritajananda, le centre continua à prospérer et s'ouvrit à de nombreuses visites internationales. Il fut assisté de Swami Vidyatmananda.
Les sculptures de Siva et Krishna qui se trouvent au Centre furent un don du sculpteur Jacques Lerebourg, disciple de Swāmi Ritajananda.
C’est ensuite avec le soutien et le travail de Swami Veetamohananda et des résidents que le centre connu un succès grandissant, donnant lieu à la construction de deux bâtiments supplémentaires.
Le centre est placé depuis sa création sous la direction de Swamis.
Présidents et administrateurs du centre védantique Ramakrishna en France :
- Swami Siddheswarananda  (de 1937 à 1957)
- Swami Nithyabodhananda (de 1957 à 1958)
- Mme Marie-Anne Sauton (de 1957 à 1961)
- Swami Ritajananda (de 1961 à 1994)
- Swami Veetamohananda (de 1994 à novembre 2019)
- Swami Baneshananda (novembre 2019 à septembre 2021)
- Swami Devapriyananda (septembre 2021 à mars 2022)
- Swami Atmarupananda[10] (depuis avril 2022)

## La mission Ramakrishna en France
En Inde, la Mission Ramakrishna est particulièrement active en tant qu‘organisme humanitaire, gérant entre autres de nombreux hôpitaux et écoles jusqu’à l’université. Elle propose également des formations monastiques pour lesquelles les aspirants sont nombreux.
En dehors de l’Inde, l’accent est mis sur la formation à la vie intérieure grâce au support des enseignements du Vedānta, et plus particulièrement de l'Advaïta Vedānta (philosophie non dualiste) et sur l’ouverture inter-religieuse. Swami Siddheshwarananda disait, à la fin de sa vie : « Je ne suis pas venu en Occident pour parler d’une nouvelle religion. Cela serait absurde. Depuis 2000 ans vous avez chez vous tout ce qu’il vous faut. Je suis venu vous parler de la métaphysique de l’Advaïta Vedānta car vous n’avez pas l’équivalent chez vous ».  
Les textes sacrés classiques de l'hindouisme y sont étudiés : la Bhagavad Gita,  les Upanishads ; les quatre voies de libération (moksha mārga) : Jñāna yoga (connaissance), Bhakti yoga (dévotion), Raja yoga  (yoga royal), Karma Yoga (action et service désintéressés) ; ainsi que la vie et les enseignements de Ramakrishna, Vivekananda et Sarada Devi: à ce sujet, cf. ci-après les activités du Pôle Éditions, créé en 2023.

## Les activités du Centre
Le Centre Védantique Ramakrishna est un ashram (monastère ou ermitage): il s'agit en fait d'une communauté spirituelle rassemblée autour d'un moine (ou swami), reconnu par Belur Math, siège de la Mission Ramakrishna-Vivekananda en Inde, pour ses compétences de guidance spirituelle. La vie y est rythmée par les pratiques quotidiennes de rites et rituels védiques (Pūjā), la récitation de mantras (Japa), de chants sacrés (kirtan), ainsi que la méditation.
C'est un des seuls centres européens à fonctionner à plein temps, c’est-à-dire en tant que domaine où peut se rendre toute l’année, pour un séjour court ou long, toute personne intéressée par l’approfondissement de la vie spirituelle.
Les principales fêtes hindoues y sont célébrées ainsi que celles aussi d'autres traditions comme Noël qui a une signification particulière pour le mouvement Ramakrishna-Vivekananda. 
Il s'y déroule des conférences hebdomadaires sur différents domaines par des intervenants de tous horizons spirituels.
Depuis l'origine, les repas sont végétariens. Pour les sanctifier, un mantra issu de la Bhagavad Gita et les dernières paroles prononcées par Sarada Devi, sont récitées avant chaque repas : « Si vous désirez la paix de l'esprit, ne voyez pas les défauts d'autrui, voyez plutôt les vôtres. Apprenez à considérer que l'univers tout entier n'est pas différent de vous-même. Personne ne vous est étranger. Le monde et vous-même c'est tout un. »

### Principaux évènements du centre
- Les rencontres interreligieuses : fidèle au message universel de Ramakrishna, le Centre organise régulièrement des rencontres inter-religieuses dans un esprit de partage des pratiques de chacune. Au fil des années, le dialogue s’est enrichi de témoignages chrétiens catholiques (surtout bénédictins), musulmans sunnites et soufis (allaouites), chrétiens protestants et orthodoxes, juifs et bouddhistes (grand et petit véhicule dans leurs différentes obédiences). Il y eut aussi des échanges avec des loges maçonniques. D’éminentes personnalités de tous horizons ont fréquenté le Centre.
- L’Université de l'Homme créée par Swami Veetamohananda concrétisant ainsi l’idée de Swami Siddheshwarananda, elle propose des formations pour développer différents aspects de la personnalité : philosophie, sanscrit, arts (musique, chant), nature (apiculture), yoga, maternité. En 2017 fut lancée l’Institut de Recherche et de Pratique de Yoga védique.
- Les Journées du Yoga : à l'occasion de la première « Journée Internationale du Yoga[13] » proclamée par l'ONU le 21 juin en 2015 et à la demande de l’ambassade l’Inde, le Centre a organisé ces premières Journées en réunissant différentes fédérations et écoles de yoga européennes. Ces rencontres ont par la suite été renouvelées régulièrement, sous différentes formes.

### Les éditions du Centre védantique Ramakrishna
En 2023, les éditions du Centre Védantique Ramakrishna ont connu un nouvel essor avec la création d'un Pôle Éditions entièrement autonome et distinct des activités du Centre, même s'il est supervisé par le Président du CVR, l'actuel Swami Atmarupananda. Ce pôle est en relation avec les contributeurs de la revue Vedanta, elle aussi entièrement redéfinie (voir plus loin) et avec l'activité de production de livres. En outre, il est chargé de la création et de la mise à jour de différentes publications sur internet. 
La revue du centre a connu plusieurs formats depuis son origine : « Les cahiers Vedanta » puis « La Revue Vedanta » trimestrielle (218 numéros au 1er trimestre 2020).
En juin 2023, la revue Védanta a fait l'objet d'une "renaissance" après une période pendant laquelle les articles étaient publiés sur le blog du Centre. Le deuxième numéro de cette nouvelle revue, réinitialisée par le Swami Atmarupananda est à paraître fin décembre 2023.
De nombreux ouvrages ont été édité depuis 1937 et distribués par le Centre : des traductions de Marcel Sauton, sous la direction du Swami Siddheshwarananda, des livres de Swami Prabhavananda, Swami Ritajananda  ou Swami Veetamohananda, et d’autres auteurs, des études, des ouvrages collectifs, et des traductions.
Sous l'impulsion du Swami Atmarupananda, président du Centre depuis avril 2022, le célèbre livre de Swami Chetanananda "God Lived with Them" a été publié aux Éditions CVR. Il s'agit des récits de vie des seize disciples monastiques de Sri Ramakrishna. Le livre traduit en français porte le titre "Et Dieu vivait parmi Eux".
De plus, début juin 2023, les Éditions CVR ont publié "La Vie de Sri Ramakrishna" (1924 "Life of Sri Ramakrishna" - Advaita Ashrama) avec une préface pour l'édition française rédigée par Swami Atmarupananda. Ce livre écrit par Swami Nikhilananda à partir de sources authentiques vérifiées est un apport majeur à la littérature sur la personnalité de Ramakrishna et les personnalités diverses qu'il a rencontrées. La préface à l'édition d'origine, datant de novembre 1924, est signée par le Mahatma Gandhi.

### Radio Gandharva Gana
Indépendante du Centre, mais inspirée par Swami Veetamohananda, Radio Gandharva Gana (RGGWEB) existe depuis le 10 octobre 2012.
Gandharva Gana est dirigée par Nathanaël Rivat, plus connu sous son pseudonyme de chanteur-compositeur Naren. À la diffusion radiophonique s'ajoute une maison d'édition: son objectif est de publier différents ouvrages à vocation spirituelle et en relais des activités du Centre Védantique, comme par exemple la "Pensée du Jour" du Swami.
La radio diffuse 24h/24 de la musique dévotionnelle de toute obédience, des entretiens avec des personnalités du monde spirituel, des conférences et des cours de philosophie, en général donnés au Centre, et bien d’autres émissions, également écoutables en Podcasts. Aujourd'hui, le site RGGWEB est connecté au site du CVR et la richesse de sa mise à jour et des informations qu'il contient en font un acteur de premier plan pour tout ce qui concerne la spiritualité en France.

### Groupe de musique «Naren et Sarada»
Naren et Sarada est un groupe de musique dévotionnelle créé en 2005. Ils résident au Centre où ils proposent régulièrement des concerts. Ils ont à leur actif plusieurs albums et de nombreux concerts à travers le monde, notamment au sein de plusieurs centres de la mission.